# Лав Мантула
Лав Мантула (Сарајево, 8. децембар 1928 — Цирих, 1. децембар 2008) био је југословенски и хрватски фудбалер и фудбалски тренер.

## Каријера
Каријеру је започео у ФК Сарајево, за који је играо од 1947. до 1951. године. Од 1952. године био је играч Динамо Загреба, за који је до 1955. године одиграо 58 службених утакмица и постигао 5 голова. Од 1955. до 1958. године био је члан НК Загреб, а након тога играо у Швајцарској у Сервету и Сиону, где је завршио фудбалску каријеру, 1966. године.
Тренерску каријеру започео је 1963. године у Швајцарској, када је тренирао Сион, Цирих и у два наврата Ксамакс, до 1980. године.